# 蘇蘇曼區

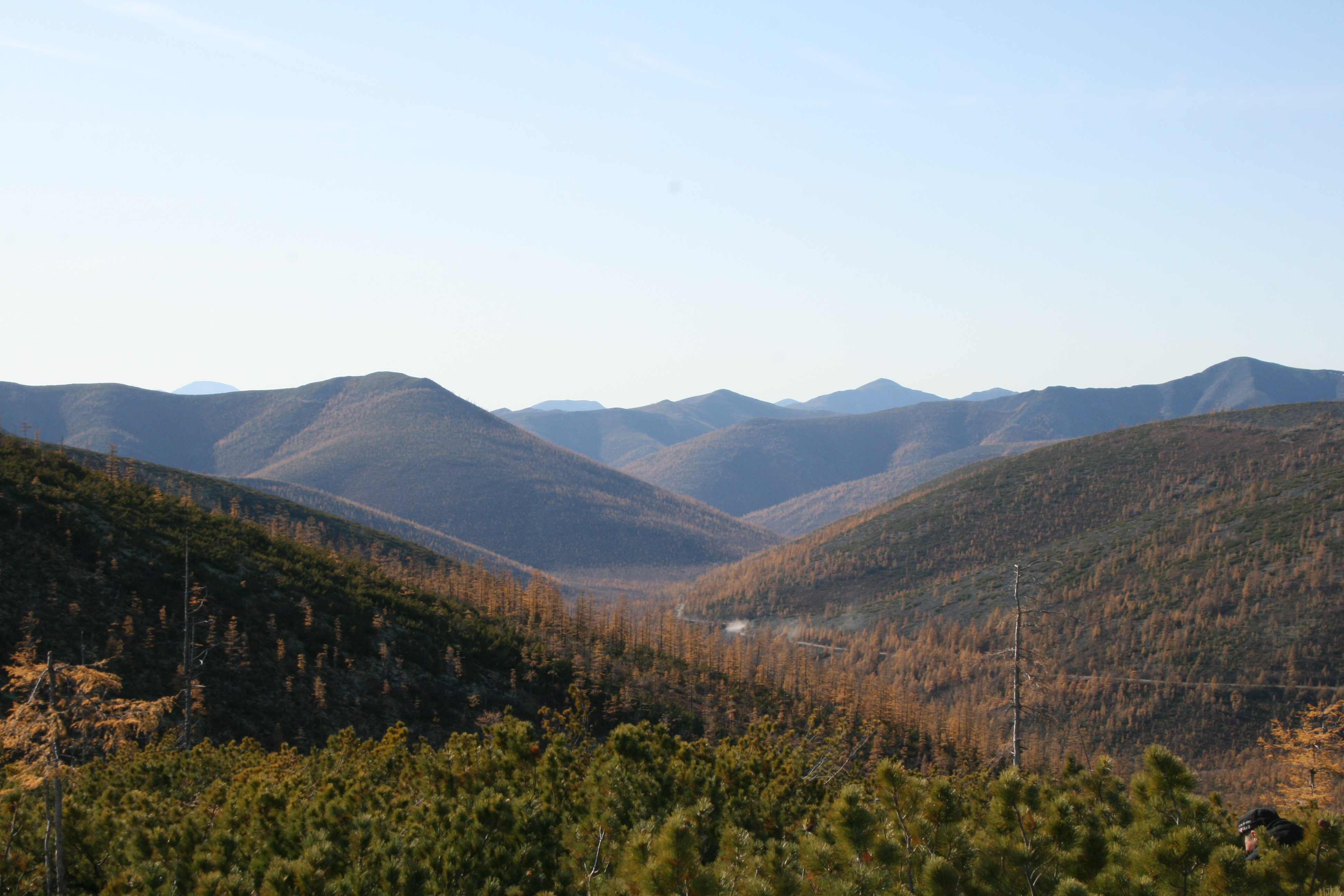

63°N 147°E / 63°N 147°E
蘇蘇曼區（俄语：Сусуманский район），是俄羅斯的一個區，位於該國東北部，由馬加丹州負責管轄，始建於1953年12月3日，面積46,800平方公里，2010年人口9,015，人口密度每平方公里0.19人。